# 偶像大师 TOURS

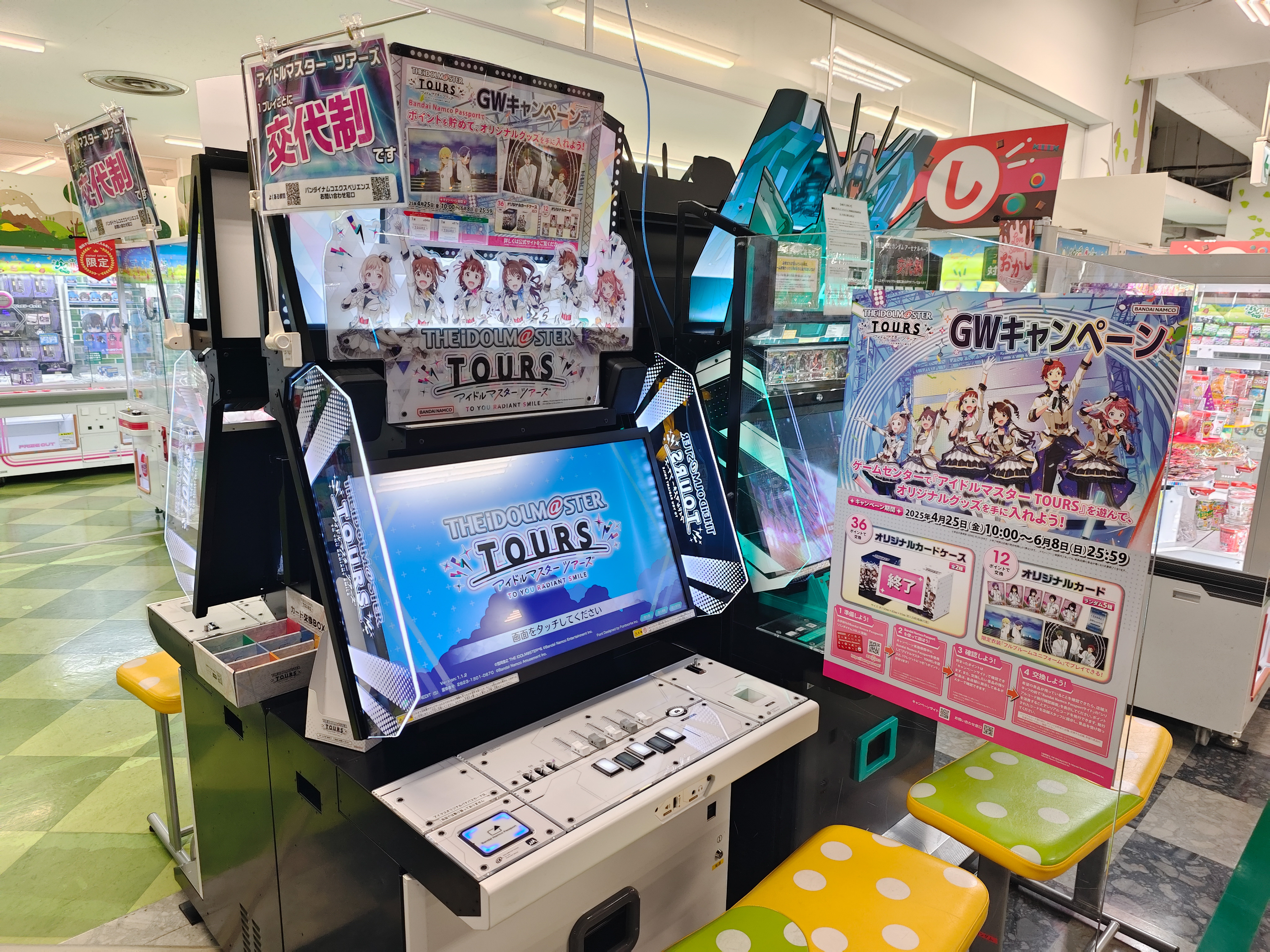
游戏街机实体

《偶像大师TOURS》是由万代南梦宫体验于2025年3月26日开始正式运营的街机游戏，简称。这是自2010年9月1日原街机版终止服务之后，再次发布新的街机游戏版本。

## 概述
根据对开发人箕浦的采访，本游戏于2022年时开始开发。万代南梦宫游乐（即之后2025年4月1日转型的“万代南梦宫体验”）于2023年日本游乐博览会的展位上宣布该作游戏，并且2023年夏季开始陆续进行了场地测试，最初登场的角色系列有本家系列、灰姑娘女孩系列、百万人演唱会系列、闪耀色彩系列。
在2024年11月16日的2024年日本游乐博览会上，宣布本作2025年春季初上线，并公开了对应系列的事务员角色、初期登场的偶像角色和歌曲（初始登场的系列中已经包括SideM系列）。最终确认为2025年3月26日上线。
后续还更新了之后5月发布的《学园偶像大师》系列的偶像角色。

## 操作与特色

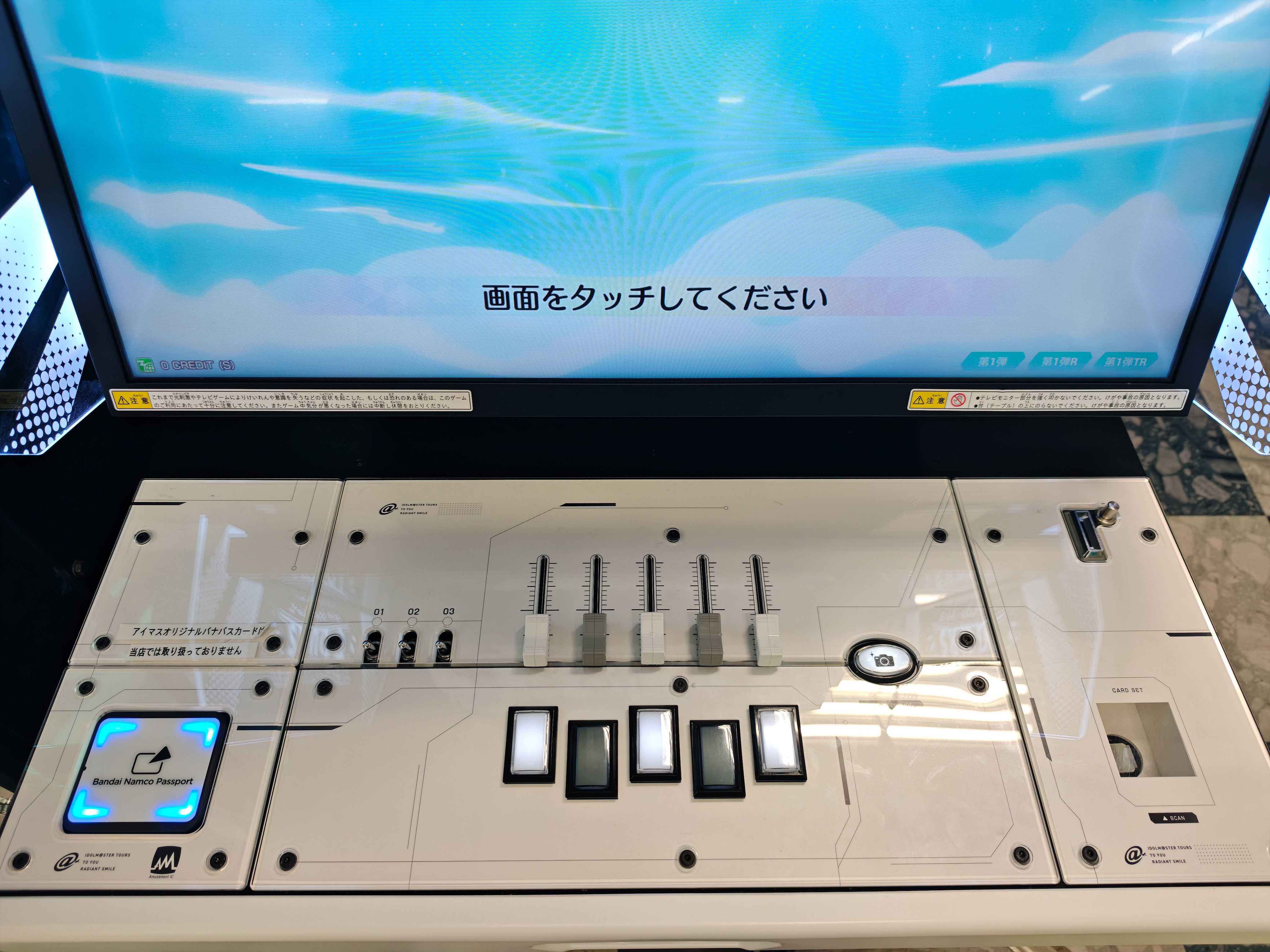
游戏的街机操作面板。屏幕为触摸屏，面板有5个滑块，5个按钮，3个拨动开关，一个拍照功能按钮。另外还有一个读写卡器和用于读取卡牌的摄像框。

游戏以“親手打造專屬自己的 ‘特別演唱會’”（自分だけの“特別なライブ”をプロデュースする）为理念，玩家将继续扮演制作人，选择偶像的服装、歌曲和舞台，并根据演唱会期间的歌曲，实时制作和控制演唱会演出。偶像大师5个作品系列的偶像角色齐聚一堂，作为制作人的玩家，在游戏过程中与偶像角色们共同打造全新舞台演出，使得全国巡演圆满成功。比起旧街机版，新版有着更复杂的操作面板，用于进行音乐节奏游戏或控制舞台演出动作。此外，游戏机中还会掉落出相应的原创卡牌，玩家可以使用收集到的卡牌，根据自己的喜好利用这些卡牌，定制偶像角色的服装、配饰和舞台效果。

## 登场角色
现时登场的偶像角色均为各分系列的三阵型代表角色。
2025年3月26日初始上线时登场角色分别是：
- 本家系列：天海春香（中村绘里子）、如月千早（今井麻美）、星井美希（长谷川明子）
- 灰姑娘女孩系列：岛村卯月（大桥彩香）、涩谷凛（福原绫香）、本田未央（原纱友里）
- 百萬人演唱會系列：春日未来（山崎遥）、最上静香（田所梓）、伊吹翼（Machico）
- 閃耀色彩系列：樱木真乃（关根瞳）、风野灯织（近藤玲奈）、八宫巡（峯田茉优）
- SideM系列：天道辉（仲村宗悟）、樱庭薫（内田雄马）、柏木翼（八代拓）

2025年8月6日追加登场角色：
- 学园偶像大师系列：花海咲季（长月葵）、月村手毬（小鹿奈绪）、藤田言音（饭田光）;

另外还有一名本作的事务员角色：
袖屋瑠空（配音：千春）
本作的事务员角色，为偶像巡演提供支援的工作人员。